# Bibliometrija
Bibliometrija proučava kvantitativne aspekte produkcije, diseminacije, i uporabe zapisanog znanja, što znači bavi se kvantitativnim proučavanjem fenomena kao što su autorstvo, izdavanje, čitanje, citiranje. Ovo uključuje proučavanje porasta literature o danom predmetu, obrasce distribucije produktivnosti autora, disperziju članaka po časopisima, zastarijevanje literature, epidemiologiju ideja, obrasce znanstvene suradnje, predviđanja o tome tko de dobiti Nobelovu nagradu. Analize citata i uporabe dokumenata neosporno od velike važnosti u otkrivanju trendova u organizaciji i razmjeni znanja općenito, ali pri tome i dalje mogu ostati neobjašnjeni stvarni uzroci i posljedice citiranja pojedinih dokumenata. To je ono što je teže istražiti jer nije izračunljivo.
Naziv bibliometrija (grč. biblion = knjiga, metrein = mjeriti; engl. bibliometrics, njem.Bibliometrie) po prvi se put pojavljuje u članku A. Pritcharda Statistical Bibliography or Bibliometrics?, objavljenom u časopisu „Journal of Documentation“ iz prosinca 1969. godine.
On je upotrijebio pojam bibliometrija s namjerom da nadomjesti statističku bibliografiju koja nespretan, nedovoljno deskriptivan pojam, i lako se može pobrkati sa samom statistikom ili pak bibliografijom o statistici. Pritchard je u svom radu odredio bibliometriju kao primjenu matematičkih i statističkih metoda na knjige i druge medije komunikacije, čija je svrha rasvijetliti proces pisane komunikacije te prirodu i pravac razvoja određene discipline na način da kvantificira i analizira različite vidove pisane komunikacije.

## Primjena
Osim uže, autohtone primjene u informacijskim znanostima i knjižničarsvu, bibliometrija se primjenjuje u širokom spektru dijelova "Svijeta 3".
Naziv bibliometrija relativno je nov i još nije usvojen s jednoznačnim značenjem, a znači primjenu matematičkih i statističkih metoda na knjige i sve ostale medije pisane komunikacije, te zamjenjuje raniji neprikladni naziv "statistička bibliografija".
Zanimanje za bibliometriju povećalo se 1970-ih zbog novih spoznaja o potrebi razmjene znanja i racionalizacije dokumentacijskih službi. Bibliometrija je uvedena kao predmet na mnogim studijima knjižničarstva i informacijskih znanosti u svijetu, a ima i časopisa i znanstvenih društava s riječju "bibliometrija" u naslovu. 

## Predmeti analize
Izvori za bibliometrijsku analizu su zabilježena znanja, ali u prikupljenom, i donekle sistematiziranom obliku kao što su bibliografije, katalozi, indeksi, podaci sekundarnih informacijskih službi, odnosno razne računalne baze podataka.
Kao predmeti analize spominju se: određivanje veličina (znanstvenih) literatura, porast i dinamika rasta dane literature i njeno zastarijevanje, struktura znanstvene literature i znanja općenito, pojava koncentracije s rasapom podataka, sadržajna povezanost segmenata, produktivnost autora (individualno i u skupinama), efekti suradnje i korištenja (znanstvene) literature, ukratko analiza procesa stvaranja znanja. 
Zajednička je karakteristika svih bibliometrijskih raspodjela neravnomjernost s izraženom tendencijom da se podaci, neovisno o tipu, s jedne strane koncentriraju u malom broju analiziranih jedinica (npr. mali broj autora proizvodi veliki broj radova, literatura iz jednog područja koncentrirana je u malom broju časopisa itd.), a, s druge strane, raspršuju se tako da ima uvijek velik broj jedinica s minimalnim doprinosom.

## Zakonitosti u bibliometriji
- 1. Lotkin zakon. Alfred James Lotka je 1926. godine objavio članak u kojem je na temelju istraživanja znanstvene produkcije u području fizike i kemije potvrdio zakonitost da mali broj autora objavljuje veliki broj radova, a najveći broj autora objavi jedan ili dva rada unutar određenog područja.

- 2. Bradfordov zakon. Samuel Clement Bradford se bavio sadržajnom analizom časopisa, pa je 1934. godine dokazao da se u malom broju časopisa nalazi najveći broj radova koji se odnose na neko područje odnosno da najveći broj časopisa tu problematiku obrađuje kroz jedan ili dva članka.

- 3. Zipfov zakon. Robert Kingsley Zipf definira učestalost javljanja riječi u nekom tekstu.

## Područja istraživanja suvremene bibliometrije
- 1. bibliometrija za bibliometričare (metodologija) - fundamentalna i

metodološka bibliometrijska istraživanja
- 2. bibliometrija za znanstvene discipline (znanstvene informacije) - istraživači

iz različitih znanstvenih područja oblikuju najveću i najraznorodniju skupinu
korisnika bibliometrije; s obzirom na naglašenu heterogenost, interesi
istraživača usmjereni su prvenstveno prema vlastitim specijalnostima.
- 3. bibliometrija za znanstvenu politiku i upravljanje (znanstvena politika)

- iznimno aktivno i atraktivno područje vrednovanja znanstvenoga rada
smatra se jednom od važnijih bibliometrijskih tema; u prvom su planu
istraživanja nacionalne, regionalne i međunarodne znanstvene strukture

## Bibliometrijski pokazatelji
Jednostavni ili složeni i manje-više standardizirani izračuni koji se provode na bibliografskim jedinicama temeljna su mjera u provođenju bibliometrijskih analiza. Navedeni izračuni određeni su u stručnoj literaturi kao tzv. bibliometrijski pokazatelji, a uobičajeno se dijele na:  
pokazatelje publikacijske aktivnosti
pokazatelje citatnog utjecaja
pokazatelje znanstvene suradnje
složene metode analize podataka i napredne pokazatelje
Ovu podjelu na četiri vrste bibliometrijskih pokazatelja moguće je, prema Yoshiki Okubu, svesti na dvije glavne kategorije:
- 1. pokazatelji publikacijske aktivnosti
- 2. relacijski pokazatelji .

## Podjela bibliometrijskih istraživanja prema Rolland E. Stevens
- 1. deskriptivna (engl. descriptive bibliometrics) i
- 2. evaluacijska (engl. evaluative bibliometrics).

Deskriptivna istraživanja odnose se na proučavanje broja publikacija na nekom
području tako što omogućuju usporedbu obrazaca istraživanja u različitim zemljama,
razdobljima ili poddisciplinama, a evaluacijska istraživanja odnose se na proučavanje
literature koju rabe istraživači unutar određenog znanstvenog područja. 

## Scienciometrija
Što se tiče pojma scienciometrije, star je koliko i bibliometrija, a uveden je (kao naukometrija) s tumačenjem da se odnosi na one kvantitativne metode koje se bave analizom znanosti kada se znanost promatra kao informacijski proces, odnosno to bi bio pristup reproducibilnom mjerenju znanosti kojim se u njoj otkrivaju objektivne kvalitativne sređenosti. Scienciometrija je samostalna znanstvena disciplina, ali su izvori i metoda istraživanja u bibliometriji i scienciometriji vrlo slični, katkada identični. 